# 28 август
28 август е 240-ият ден в годината според григорианския календар (241-ви през високосна). Остават 125 дни до края на годината.

## Събития
- 1521 г. – Османските турци обсаждат Белград.

- 1619 г. – Фердинанд II става император на Свещената римска империя, опитите му да ликвидира протестантизма разпалват Тридесетгодишната война.
- 1789 г. – Английският астроном Уилям Хершел открива Енцелад – естествен спътник на Сатурн.
- 1849 г. – След едномесечна обсада, Венеция, която се самопровъзгласява за независима, се предава на Австрия.
- 1883 г. – Американецът Джон Дж. Монтгомъри успява да извърши полет с планер, който може да се управлява.
- 1884 г. – Направена е първата известна снимка на торнадо.
- 1886 г. – Съставено е тринадесетото правителство на България, начело с Васил Радославов.
- 1908 г. – САЩ въвеждат на въоръжение дирижабли.
- 1910 г. – Черна гора обявява независимостта си от Турция.
- 1937 г. – Киичиро Тойода учредява в Япония автомобилната компания Тойота.
- 1943 г. -- Умира Цар Борис III.
- 1944 г. – Втората световна война: От германска окупация са освободени Марсилия и Тулон.
- 1961 г. – В София е създадена Селскостопанска академия, преобразувана през 2001 г. на Национален център за аграрни науки.
- 1963 г. – Мартин Лутър Кинг произнася прочутата си реч Имам една мечта пред 250 000 участници в похода за граждански права на чернокожите до Мемориала на Ейбрахъм Линкълн, Вашингтон.
- 1982 г. – В Сан Франсиско се провеждат първите Гей игри.
- 1990 г. – Ирак обявява окупирания Кувейт за 19-а иракска провинция, носеща името на Саддам Хюсеин, а столицата е прекръстена на Кадима.
- 1993 г. – 76 души загиват при самолетна катастрофа в Таджикистан.
- 1996 г. – Принц Чарлз и Принцеса Даяна се развеждат.
- 2000 г. – Прекратена е 7-годишната гражданска война в Бурунди, отнела живота на над 200 хил. души.
- 2006 г. – Започва едноседмичния културен ежегоден фестивал Burning Man.

## Родени
- 1495 г. – Франсишку ди Са ди Миранда, португалски поет († 1558 г.)
- 1592 г. – Джордж Вилиърз, английски държавник († 1628 г.)
- 1749 г. – Йохан Волфганг фон Гьоте, немски писател († 1832 г.)
- 1814 г. – Шеридан Ле Фаню, ирландски писател († 1873 г.)
- 1827 г. – Екатерина Михайловна, Велика руска княгиня († 1894 г.)
- 1833 г. – Едуард Бърн-Джоунс, британски художник († 1898 г.)
- 1863 г. – Андре Блондел, френски физик († 1938 г.)
- 1867 г. – Недялка Шилева, българска учителка, деятелка на Съединението († 1959 г.)
- 1877 г. – Димитър Дечев, български класически филолог († 1958 г.)
- 1880 г. – Николай Масалитинов, български актьор, режисьор († 1961 г.)
- 1882 г. – Ернст Вайс, австрийски писател († 1940 г.)
- 1888 г. – Дора Габе, българска поетеса († 1983 г.)
- 1895 г. – Димитър Светогорски, български морски офицер († 1918 г.)
- 1897 г. – Никола Ботушев, деец на БКП († 1941 г.)
- 1898 г. – Тодор Владигеров, български икономист († 1967 г.)
- 1899 г. – Шарл Боайе, френски актьор († 1978 г.)
- 1903 г. – Атанас Москов, български политик († 1995 г.)
- 1903 г. – Ангел Чаушев, антифашист от Баташкия край († 1944 г.)
- 1904 г. – Антон Югов, български политик († 1991 г.)
- 1904 г. – Начо Иванов, български комунист († 1944 г.)
- 1908 г. – Робер Мерл, Френски писател († 2004 г.)
- 1910 г. – Тялинг Купманс, датски икономист, Нобелов лауреат през 1975 г. († 1985 г.)
- 1916 г. – Джак Ванс, американски писател († 2013 г.)
- 1925 г. – Аркадий Стругацки, руски писател († 1991 г.)
- 1937 г. – Орфей Цоков, български сценарист († 2002 г.)
- 1940 г. – Никола Манев, български художник († 2018 г.)
- 1944 г. – Бойд Кодиктън, американски автомобилен дизайнер († 2008 г.)
- 1945 г. – Ивайло Балабанов, български поет († 2021 г.)
- 1951 г. – Енчо Недев, български футболист
- 1965 г. – Аманда Тапинг, канадска актриса
- 1965 г. – Шаная Туейн, канадска певица
- 1969 г. – Джак Блек, американски артист и музикант
- 1969 г. – Силвия Лулчева, българска актриса
- 1983 г. – Алфонсо Ерера, мексикански актьор и певец

## Починали
- 886 г. – Хайнрих, херцог на Австразия (* ? г.)
- 430 г. – Августин, римски християнски светец и теолог (* 354 г.)
- 876 г. – Лудвиг II Немски, франкски крал (* 806 г.)
- 1481 г. – Афонсу V, крал на Португалия (* 1432 г.)
- 1654 г. – Аксел Уксенхерна, канцлер и регент на Швеция (* 1583 г.)
- 1863 г. – Айлхард Мичерлих, немски химик (* 1784 г.)
- 1901 г. – Никола Живков, български педагог и общественик (* 1847 г.)
- 1914 г. – Анатолий Лядов, руски композитор, диригент и музикален педагог (* 1855 г.)
- 1943 г. – Борис III, цар на България (* 1894 г.)
- 1968 г. – Антон Панов, македонски писател (* 1906 г.)
- 1971 г. – Джефри Лорънс, британски юрист (* 1881 г.)
- 1978 г. – Робърт Шоу, британски актьор (* 1927 г.)
- 1979 г. – Константин Симонов, руски писател († 1915 г.)
- 1981 г. – Патрик Футуна, ирландски учен (* 1947 г.)
- 1987 г. – Джон Хюстън, американски режисьор (* 1906 г.)
- 1995 г. – Михаел Енде, немски детски писател (* 1929 г.)
- 2001 г. – Видин Даскалов, български оперетен певец (* 1929 г.)
- 2001 г. – Сергей Перхун, украински футболист (* 1977 г.)
- 2006 г. – Мелвин Шварц, американски физик, Нобелова лауреат (* 1932 г.)
- 2007 г. – Антонио Пуерта, испански футболист (* 1984 г.)
- 2010 г. – Августин Кандиотис, гръцки духовник (* 1907 г.)

## Празници
- Православните държави от бивша Югославия и Русия – Успение на Дева Мария
- България – Ден на 13-те поименни безсмъртни българи – На тази дата, през 1943 г. умира Цар Борис Трети. На 28 август 1993 г., по повод 50 години от кончината му, за първи път е прокламирана от Ваклуш Толев идеята за изграждане на Дом – светилище и утвърждаване на 28 август за Ден на безсмъртните българи. За първи път Денят е отбелязан през 1998 г. Листата на 13-те безсмъртни българи е утвърдена, съгласно Решение на Общински съвет на гр. Велики Преслав, от 28 януари 2003 г. Това са Цар Борис Трети – Обединител, Хан Аспарух, Княз Борис – Покръстител, Цар Симеон – Просветител, Св. Климент Охридски – Азбучник, Св. Йоан Рилски – Покровител, Св. Патриарх Евтимий – Мистик и Войн, Отец Паисий – Будител, Васил Левски – Икона на българската свобода, Баба Тонка – Майка на безстрашието, Княз Александър Батенберг – Съединител, Пенчо Славейков – Прозрението на българския гений, Ванче Михайлов – Войн на оскърбените българи.
- България – Празник на Община Трекляно
- Филипини – Ден на националните герои
- Хонконг – Ден на освобождението (1945 г., от японска окупация)